# Johannes Linnankoski
Johannes Linnankoski (született: Vihtori Johan Peltonen), Orosz Birodalom, (Askola, 1869. október 18. – Helsinki, 1913. augusztus 10.) finn író, újságíró. Linnankoski a finn nemzeti újromantika egyik legjelentősebb képviselője, magyar fordításban a Dal a tűzpiros virágról és a Menekülés című regénye jelent meg.

## Élete
Vihtori Johan Peltonen hetedik, legkisebb gyermeke volt gazdálkodó szüleinek. Iskoláit Askolában kezdte el, de a továbbtanulásra nem is gondolhatott a család rossz anyagi helyzete miatt. Fizikai munkát végzett, többek között telente az erdészetnél dolgozott. A munka mellett önszorgalomból, otthon tanult, így szerzett olyan általános műveltséget, amellyel az iskolába járó kortársai közül is csak kevesen rendelkeztek. Ezekben az években igyekezett elsajátítani a svéd, német és dán nyelvet. Kétéves katonai szolgálata alatt már egy újságot tudósított, később pedig Porvoóban egy magazin szerkesztőségében dolgozott.
1899-ben kötött házasságot Ester Drugg, helyi tanítónővel, s az évek során négy gyermekük született. A családot szerkesztési és fordítási munkákból tartotta el, de sokszor kellett költözniük az országon belül a megélhetésük nehézségei miatt.
A korábbi évek túlzott fizikai megterheléséből adódó rossz egészségi állapota miatt az irodalmi körökben Johannes Linnankoski néven ismert Peltonen Helsinkibe utazott gyógykezeltetni magát. A fővárosban halt meg 1913-ban, mindössze 43 évesen.

## Közéleti tevékenysége
Peltonen a finn nemzeti ügy elkötelezett híve volt. Az Uusimaa című napilap főszerkesztőjeként minden esetben kiállt a finnek érdekei mellett, számtalan gyűlésen mondott nagyhatású szónoklatot a finnség felemelkedésének fontosságáról. Az ő kezdeményezésére szervezték meg 1906-ban – Johan Vilhelm Snellman, finn filozófus születésének századik évfordulóján – az egész kontinensen egyedülálló „nagy névcserét”. Ennek során mintegy százezer ember cserélte finnre idegen hangzású – jórészt svéd – családnevét.

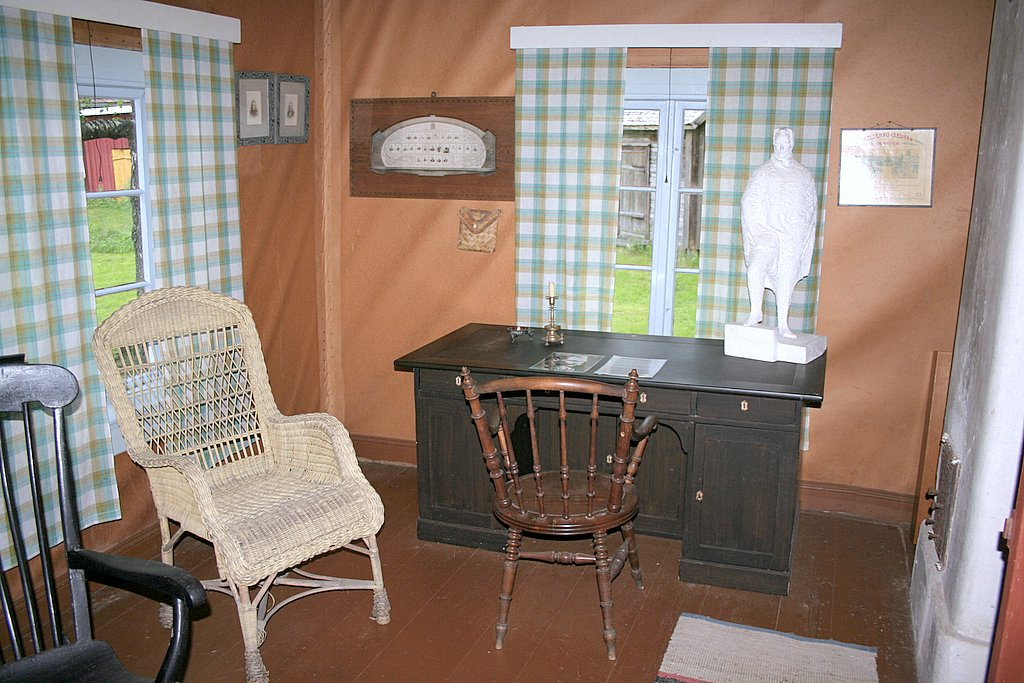
Dolgozó szobája Askolában

## Művei
A színdarabokat és novellákat író Peltonen művészként a Johannes Linnankoski nevet használta, így különítve el a közéleti és írói tevékenységét egymástól. Az első finn bestsellernek tartott, 1905-ben napvilágot látott Dal a tűzpiros virágról című könyvét úgy jelentette meg, hogy senki sem tudta, ki rejtőzik az álnév mögött. Hatalmas felzúdulással járt, amikor kiderült, hogy a Don Juan-i életet élő, faúsztató fiúról szóló történetet a politikában ismertségre szert tevő Peltonen írta.
Az újromantikát képviselő művet mintegy húsz nyelvre fordították le – magyarra N. Sebestyén Irén – több színpadi mű és film is készült belőle. A két főszereplő, Olavi és Kyllikki nevét akkoriban sok finn kisfiú és kisleány kapta a könyvnek köszönhetően.
Linnankoski később eltávolodott a romantikától és az 1908-ban írt Menekülés című regénye már klasszikus értékű regény. Főszereplője egy idős parasztember, aki a felemelkedés reményében feleségül vesz egy módos, fiatal gazdalányt, aki mástól vár gyermeket. A főszereplő lelki vívódásának és az önmaga felett aratott győzelmének regénye ez.
A későbbiekben Linnankoski írt még néhány színdarabot, de betegsége és halála kettétörte pályafutását.

## Magyarul
- Dal a tűzpiros virágról; ford. Sebestyén Irén; Athenaeum, Budapest, 1914 (Athenaeum könyvtár)
- Menekülés. Falusi történet; ford. N. Sebestyén Irén; Athenaeum, Budapest, 1940
- Dal a tűzpiros virágról; ford. Ambrózy Ágoston; Uranus, Budapest, 1948

## Fordítás
- Ez a szócikk részben vagy egészben  a   Johannes Linnankoski című finn Wikipédia-szócikk fordításán alapul.  Az eredeti cikk szerkesztőit annak laptörténete sorolja fel. Ez a jelzés csupán a megfogalmazás eredetét és a szerzői jogokat jelzi, nem szolgál a cikkben szereplő információk forrásmegjelöléseként.